# Wutai Shan
| Tibetische Bezeichnung                        |
| --------------------------------------------- |
| Tibetische Schrift: རི་བོ་རྩེ་ལྔ།                  |
| Wylie-Transliteration: ri bo rtse lnga        |
| Aussprache in IPA: [riwo tseŋa]               |
| Offizielle Transkription der VRCh: Riwo Zênga |
| THDL-Transkription: Riwo Tsenga               |
| Chinesische Bezeichnung                       |
| Traditionell: 五臺山                          |
| Vereinfacht: 五台山                           |
| Pinyin:Wǔtái Shān                             |

Der Wutai Shan (chinesisch 五臺山 / 五台山, Pinyin Wǔtái Shān} – „Fünf-Terrassen-Berg“), historisch auch Qingliang Shan (清凉山,  Qīngliáng Shān – „Frischer Kühler Berg“) genannt, ist ein Gebirge in Nordchina.
Er ist von großer Bedeutung für den Buddhismus und gilt neben dem Emei Shan, dem Putuo Shan und dem Jiuhua Shan als einer der vier heiligen Berge des Buddhismus im alten China. Im Juni 2009 wurde der Wutai Shan in die Liste des Weltkulturerbes (World Heritage List) der UNESCO aufgenommen.

## Geographie
Der Wutai Shan liegt im Nordosten der Provinz Shanxi. Das Gebirge umfasst ein Areal von über 260 Quadratkilometern und ist nach den „fünf Gipfeln“ um die Ortschaft Taihuai 台怀 benannt. Der höchste Gipfel ist der 3061 m hohe Nordgipfel (Beitaiding), der auch der höchste Gipfel in Nordostchina ist. Da die Temperaturen im Sommer im Durchschnitt nur bei etwa 9 °C liegen, wird er auch „kühles Gebirge“ genannt.

## Bedeutung für den Buddhismus
Der Wutai-Shan-Gebirgszug gilt als das wichtigste der vier heiligen Gebirge des chinesischen Buddhismus; um Taihuai herum befinden sich zahlreiche Klöster und Tempel. Die Geschichte von Pilgerreisen zum Wutai Shan umfasst ca. 2000 Jahre. Nicht nur chinesische Kaiser reisten mehrfach in das Gebirge, sondern auch Pilger aus Japan, Korea, Indien Tibet oder der Mongolei. Berühmte Tempel sind unter anderem der Foguang-Tempel und der Nanchan-Tempel mit seiner berühmten Großen Halle, einem der ältesten erhaltenen Bauwerke Chinas.
Die Klöster am Wutai Shan waren so bedeutend, dass man Darstellungen von ihnen auf Fresken in Dunhuang fand, in über 1600 Kilometern Entfernung. Eine Vielzahl der Klöster ist dem tibetischen Buddhismus zuzuordnen.
Der 13. Dalai Lama (Thubten Gyatsho) verbrachte 1909 auf seiner Reise nach Peking (Beijing) mehr als ein halbes Jahr am Wutai Shan.

### Residenz des Bodhisattva der Weisheit Manjushri
Der Wutai Shan mit seinen fünf höchsten Gipfeln (auch „Fünf-Finger-Berg“ genannt) gilt bei vielen Buddhisten als Residenz des Bodhisattva Manjushri (文殊,  Wénshū,  Wen-shu). Buddha Shakyamuni soll nach der Überlieferung von Indien aus gelbes Licht zum Berg Wutai Shan ausgestrahlt haben, woraufhin sich dort der Bodhisattva Manjushri, der Herr der Weisheit, manifestierte. Dies geschah, um in der Zukunft die Menschen in China für die Lehren des Buddhismus zu gewinnen. Manjushri soll in Folge die Verbreitung der buddhistischen Lehre in China bewirkt haben.
- Auf dem zentralen Gipfel soll der „jugendliche Manjushri“ seinen Sitz haben,
- auf dem östlichen Gipfel sitzt „Manjushri der Wissenshalter“,
- auf dem südlichen Gipfel soll „Manjushri der Weise“ thronen,
- auf dem westlichen Gipfel thront „Manjushri der Löwe der Rede“ und
- auf dem nördlichen Gipfel soll „Manjushri der Unantastbare“ seinen Sitz haben.

### Identifizierung mit Khotan
Die Umgebung des Wutai Shan wird in einigen Quellen auch als das Gebiet Khotan identifiziert. Dieses von Bergen umgebene Tal in China soll ein wichtiger Ort der Verehrung des Bodhisattva Manjushri gewesen sein und zudem einer der wenigen Orte in China, wo Lehren des buddhistischen Tantra zugänglich waren. Khotan soll aber nicht nur ein Lehrzentrum des tantrischen Buddhismus gewesen sein, es waren dort auch die Lehren des Daoismus und des chinesischen Chan-Buddhismus (jap.: Zen), zugänglich.

## Tempelanlagen
Historischen Aufzeichnungen zufolge befanden sich im 6. Jahrhundert bereits über 200 Klöster in dem Gebiet, von denen wenige erhalten blieben. Heutzutage sind 47 wieder aktiv und zugänglich. Zu den wichtigsten gehören:

### Nanshan Si –南山寺
Der Nanshan-Tempel gehört mit frühester Bauzeit in der Yuan-Dynastie zu den größeren Klosteranlagen im Inneren Wutai Shan. In drei Teile gegliedert erstreckt sie sich über sieben Terrassen. Die drei tiefstgelegenen werden Jile Si (极乐寺, „Tempel der Höchsten Erbauung“) genannt; die mittlere Terrasse heißt „Halle der Güte und Tugend“ (善德堂) und die oberen drei tragen den Namen „Das Land behütender Tempel“ (佑国寺).

### Tayuan Si –塔院寺
Mit einer 56,4 m hohem weißen Dagoba (Stupa), Da Baita 大白塔, an deren Seite sich noch ein kleinerer erhebt. In der sich auf der Nordseite erhebenden Klosterbibliothek werden buddhistische Schriften in chinesischer, mongolischer und tibetischer Schrift aufbewahrt.

### Andere Tempel- und Klosteranlagen
Innerer Wutai Shan: Shouning Si (寿宁寺), Bishan Si (碧山寺), Puhua Si (普化寺), Dailuo Ding (黛螺顶), Qixian Si (栖贤寺), Shifang Tang (十方堂), Shuxiang Si (殊像寺), Guangzong Si (广宗寺), Yuanzhao Si (圆照寺), Guanyin Dong (观音洞), Longquan Si (龙泉寺), Luohou Si (罗睺寺), Jinge Si (金阁寺), Zhenhai Si (镇海寺), Wanfo Ge (万佛阁), Guanhai Si (观海寺), Zhulin Si (竹林寺), Jifu Si (集福寺) u. a.
Äußerer Wutai Shan: Yanqing Si (延庆寺), Nanchan Si (南禅寺), Mimi Si (秘密寺), Foguang Si (佛光寺), Yanshan Si (岩山寺), Zunsheng Si (尊胜寺), Guangji Si (广济寺) usw.

## Weltkulturerbe
Das Gebiet des Wutai Shan wurde aufgrund mehrerer herausragender Eigenschaften in die Liste des Weltkulturerbes aufgenommen. Diese sind die lang andauernde, unter gegenseitigem Einfluss der Landschaft und der religiösen Architektur stehende Entwicklung, seine Eigenschaft als außergewöhnliches Zeugnis einer kulturellen Tradition und einer Architektur- und Landschaftsentwicklung, die einen bedeutenden Abschnitt der menschlichen Geschichte abbildet. Ein weiteres herausragendes Merkmal ist die kulturelle und religiöse Bedeutung des Gebietes. Das eingetragene Gebiet besitzt eine Fläche von 18.415 ha, es wird von einer 42.312 ha großen Pufferzone umgeben.
Das Dorf Táihuái wurde 2008–13 abgebrochen und verlegt, um die innere Welterbestätte von Siedlungen frei zu machen. Es entstand ein Park. Den entschädigten Bewohnern wurden neue Häuser im 23 km entfernten Jīngǎngkù (金崗庫) zur Verfügung gestellt.